# Kijów (Opole)
Pour les articles homonymes, voir Kijów.
Kijów est une localité polonaise de la voïvodie d'Opole et du powiat de Nysa.